# Biológiai hierarchia
A biológiai hierarchia vagy másképpen az élet hierarchiája (angolul biological organisation) fogalom a komplex biológiai struktúrák és rendszerek hierarchiáját jelenti, amely az életet a redukció módszerével határozza meg. A hagyományos hierarchikus rendszer az atomoktól (a legalsó szinttől) a bioszféráig (a legfelső szintig) terjed. A biológiai hierarchia magasabb szintjeit szokták még ökológiai hierarchiának is nevezni.
A hierarchia minden szintje a biológiai struktúrák, rendszerek komplexitásának növekedését jelképezi, amelyben minden szinten vagy rendszer elsősorban az alsóbb szint alapegységeiből áll. A hierarchia egyik alapelve a kiemelkedés (angolul emergence), vagyis amikor a magasabb szinten olyan tulajdonságok és funkciók jelennek meg, amelyek az alacsonyabb szinten egyrészt nincsenek jelen, másrészt nem is jelenhetnek meg vagy irrelevánsak.
Az élet biológiai hierarchiája számos tudományos kutatási terület egyik kiindulási elve, különösen az orvostudományok területén. A hierarchia és a szerveződés ismerete nélkül nehéz, szinte lehetetlen lenne alkalmazni a különféle fizikai és kémiai jelenségeket, reakciókat pl. a fertőző betegségek, vagy az élő szervezetek tanulmányozása során. A kognitív és viselkedési neurológia területei sem léteznének, ha az emberek agya nem specifikus (és minden emberben azonos) típusú sejtekből épülnének fel. A gyógyszerészet sem létezne, ha nem tudnánk, hogy a sejtek szintjén bekövetkező változások az egész elő szervezetre hatással lehetnek. Azonban hasonló példákat a hierarchia egész magas szintjéig lehetne hozni, pl. bizonyos növényvédő szerek az élőlények sejtműködését befolyásolják, de teljes hatásuk csak egy ökoszisztéma szintjén jelentkezik. Elméletben ugyan, de elképzelhető, hogy a legalacsonyabb (atomi) szinten bekövetkező változás hatással lehet a legmagasabb szintre (ökoszisztéma)

## A hierarchia szintjei
A biológiai szerveződés szintjei a legalacsonyabbtól a legmagasabbig:
- Az atom
- A molekula, azaz atomok csoportja
- A sejtszervecske, biomolekulák funkcionális csoportja
- A sejt, az élet alapvető egysége, sejtszervecskék csoportja
- A szövet, sejtek egy funkciót ellátó csoportja
- A szerv, szövetek funkcionális csoportja
- A szervrendszer
- Az élőlény (többsejtű/egysejtű egyed vagy szervezet), az alapvető élő rendszer, az alacsonyabb szintű rendszerek csoportja (legalább egy sejt)
- A populáció, az azonos fajhoz tartozó élőlények egy adott helyen élő csoportja
- A biokönózis vagy társulás, azonos élőhelyen egyszerre együttélő populációk csoportosulása
- Az ökoszisztéma, a fizikai környezet és az abban élő összes élőlény egysége
- A bioszféra, az ökoszisztémák összessége

A sejtek, a szövetek, a szervek és a szervrendszerek az egyed alatti (infraindividuális) biológiai szerveződési szintek.
A populációk, a társulások, a biomok és a bioszféra a biológiai szerveződés egyed feletti (szupraindividuális) szintjei. Vizsgálatukkal az ökológia tudománya foglalkozik.

## Külső hivatkozások
- wikibooks:Characteristics of life
- wikibooks:The nature of molecules
- wikibooks:Organization within the biosphere
- wikibooks:Cell physiology
- Animal Systems (Biology4Kids)